# Eccoptosage crassispina
Eccoptosage crassispina là một loài tò vò trong họ Ichneumonidae.